# Kanovnické domy (Litoměřice)
Kanovnické domy v Litoměřicích jsou původně manýristické domy na Dómském náměstí na Dómském pahorku, postavené v souvislosti se založením litoměřické diecéze po roce 1655.

## Historie
Domy pro kanovníky litoměřické katedrální kapituly byly postaveny při jižní straně dnešního Dómského náměstí, a původně měly jak ve směru do náměstí, tak ve směru k řece Labi výrazné štíty. Na přelomu 19. a 20. století byly přestavěny, takže dnes mají podobu jednopatrových řadových domků s novobarokně-klasicistními fasádami (jde o domky č. p. 3, 4, 5, 6, 7, 8 a 13). Tvoří jeden areál spolu s katedrálou sv. Štěpána, biskupskou rezidencí, budovou kurie (č. p. 9) a proboštstvím (č. p. 10).
V č. p. 3 je po roce 2010 sídlo litoměřické dómské farnosti.

### Program záchrany architektonického dědictví
V rámci Programu záchrany architektonického dědictví bylo v letech 1995-2014 na opravu památky čerpáno 9 415 000 Kč.
| rok    | 2001  | 2002  | 2003  | 2004  | 2005  | 2006 | 2007 | 2008 | 2009 | 2010 | 2011 |
| ------ | ----- | ----- | ----- | ----- | ----- | ---- | ---- | ---- | ---- | ---- | ---- |
| částka | 1 200 | 1 190 | 1 000 | 1 500 | 1 400 | 815  | 450  | 500  | 500  | 420  | 440  |